# HD 169836
HD 169836，又名CP-57 9063，SAO 245510、HR 6908，是一颗恒星，视星等为5.76，位于銀經337.57，銀緯-19.87，其B1900.0坐标为赤經18h 21m 19.8s，赤緯-57° -19.87′ 4″。